# 斑鱗舟尾鱈
斑鱗舟尾鱈，為輻鰭魚綱鱈形目鼠尾鱈科的其中一種，分布於東南大西洋海域，屬深海底棲性魚類，深度1350-1600公尺，體長可達26.7公分，棲息在底層水域，生活習性不明。

## 扩展阅读
維基物種上的相關：斑鱗舟尾鱈